# Liste der Biografien/Bry
Liste der Biografien |
Portal Biografien |
Personensuche
# |
A |
B |
C |
D |
E |
F |
G |
H |
I |
J |
K |
L |
M |
N |
O |
P |
Q |
R |
S |
T |
U |
V |
W |
X |
Y |
Z |
?
 
Ba |
Be |
Bd |
Bg |
Bh |
Bi |
Bj |
Bl |
Bm |
Bn |
Bo |
Br |
Bs |
Bu |
Bw |
By |
Bz
 
Bra |
Brc |
Brd |
Bre |
Brg |
Bri |
Brj |
Brk |
Brl |
Brn |
Bro |
Brp–Brt |
Bru |
Brv |
Bry |
Brz
Die Liste der Biografien führt alle Personen auf, die in der deutschsprachigen Wikipedia einen Artikel haben. Dieses ist eine Teilliste mit 346 Einträgen von Personen, deren Namen mit den Buchstaben „Bry“ beginnt.

## Bry
- Bry, Carl Christian (1892–1926), deutscher Schriftsteller
- Bry, Curt (1902–1974), deutscher Kabarettist, Autor, Komponist, Pianist
- Bry, Ellen (* 1951), US-amerikanische Schauspielerin
- Bry, François (* 1956), deutsch-französischer Informatiker
- Bry, Gerhard (1911–1996), deutsch-US-amerikanischer Ökonom
- Bry, Johann Theodor de († 1623), Verleger und Kupferstecher
- Bry, Thea (1911–2000), deutsch-amerikanische Psychiaterin und Lehranalytikerin
- Bry, Theodor de (1528–1598), flämischer Kupferstecher und Verleger

### Brya
- Bryan, Albert (* 1968), US-amerikanischer Politiker
- Bryan, Alex (* 1994), finnisch-britischer Fußballspieler (Turks- und Caicosinseln)
- Bryan, Angela (* 1970), US-amerikanische Sozialpsychologin
- Bryan, Benjamin (* 1994), US-amerikanischer Schauspieler und Synchronsprecher
- Bryan, Blackshear M. (1900–1977), US-amerikanischer Generalleutnant (U.S. Army)
- Bryan, Bob (* 1978), US-amerikanischer TennisspielerBob Bryan (* 1978)

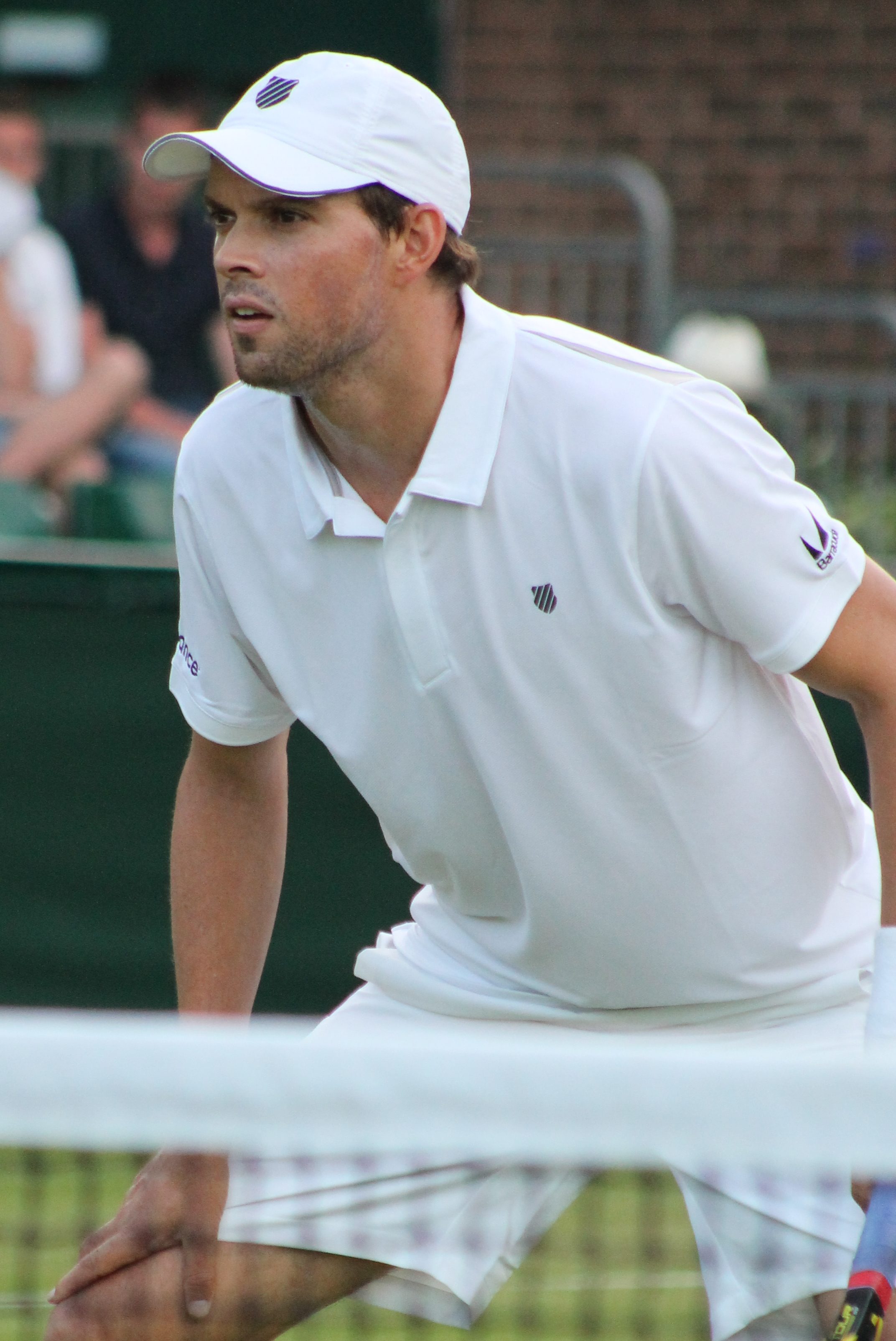
Bob Bryan (* 1978)

- Bryan, C. D. B. (1936–2009), US-amerikanischer Autor und Journalist
- Bryan, Charles Page (1855–1918), US-amerikanischer Politiker, Diplomat und Rechtsanwalt
- Bryan, Charles W. (1867–1945), US-amerikanischer Politiker
- Bryan, Chester E. (1859–1944), US-amerikanischer Zeitungsverleger und Politiker
- Bryan, Christopher (* 1960), britischer Fußballspieler (Turks- und Caicosinseln)
- Bryan, David (* 1962), US-amerikanischer Keyboarder in der Band Bon JoviDavid Bryan (* 1962)

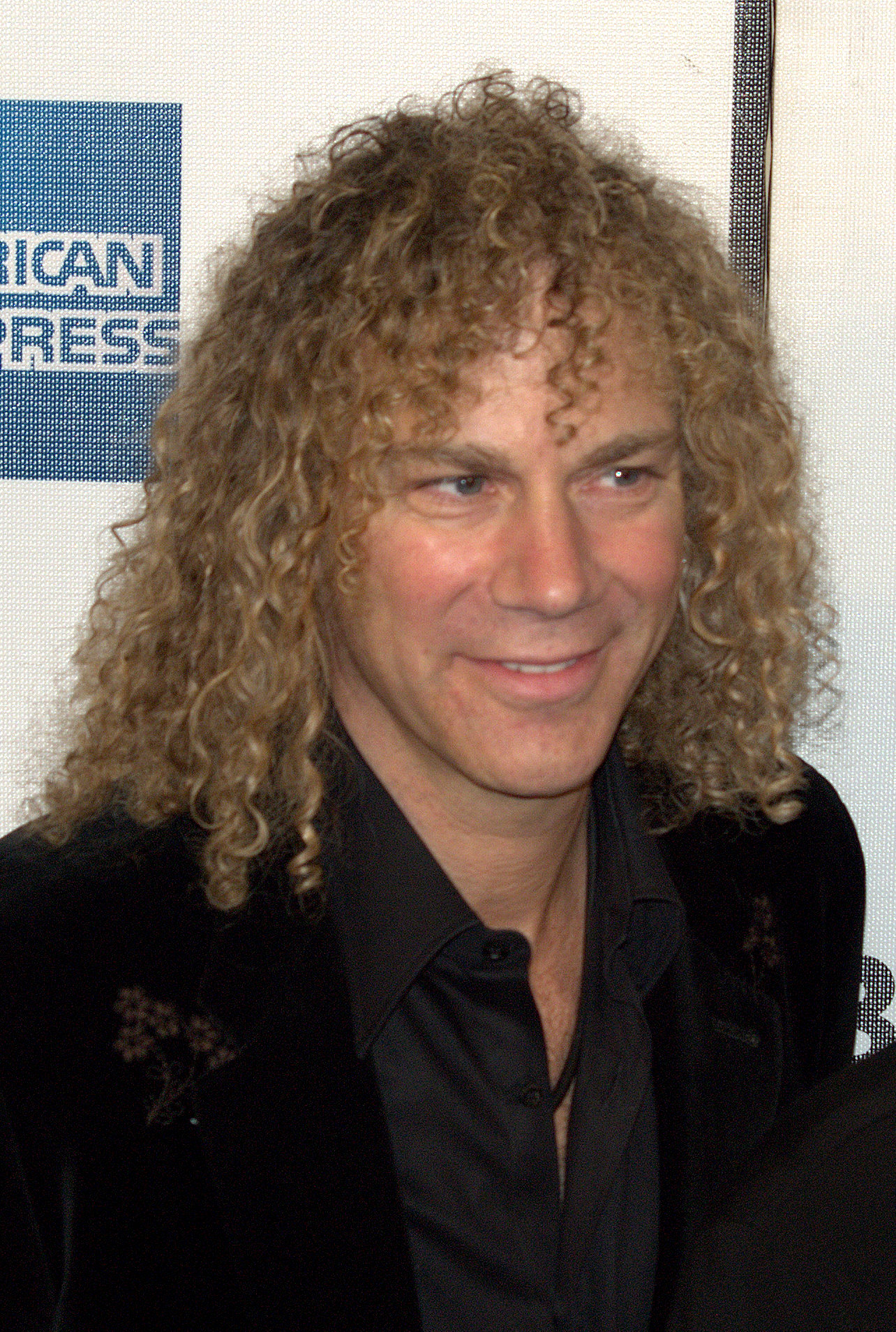
David Bryan (* 1962)

- Bryan, Dora (1923–2014), britische Schauspielerin
- Bryan, Edgar (* 1970), US-amerikanischer Künstler
- Bryan, Edwin Horace Jr. (1898–1985), US-amerikanischer Naturforscher
- Bryan, Eugene J. (1889–1958), US-amerikanischer Politiker
- Bryan, Francis († 1550), englischer Diplomat und Cousin von Anne Boleyn
- Bryan, Fred (* 1961), US-amerikanischer Schiedsrichter im American Football
- Bryan, Gay (1927–2015), US-amerikanischer Weit- und Dreispringer
- Bryan, George, englischer Schauspieler
- Bryan, George (1731–1791), irisch-amerikanischer Politiker
- Bryan, George Hartley (1864–1928), britischer Physiker
- Bryan, Goode (1811–1885), General der Konföderierten Staaten von Amerika im Amerikanischen Bürgerkrieg
- Bryan, Guy M. (1821–1901), US-amerikanischer Politiker
- Bryan, Henry Francis (1865–1944), US-amerikanischer Marineoffizier
- Bryan, Henry Hunter (1786–1835), US-amerikanischer Politiker
- Bryan, James W. (1874–1956), US-amerikanischer Politiker
- Bryan, James William (1853–1903), US-amerikanischer Politiker
- Bryan, Jane (1918–2009), US-amerikanische Schauspielerin
- Bryan, Jimmy (1926–1960), US-amerikanischer Rennfahrer
- Bryan, Joe (* 1993), englischer Fußballspieler
- Bryan, John, neuseeländischer Diplomat
- Bryan, John (1911–1969), britischer Filmproduzent, Artdirector und Szenenbildner
- Bryan, John A. (1794–1864), US-amerikanischer Jurist und Politiker
- Bryan, John Heritage (1798–1870), US-amerikanischer Politiker
- Bryan, Joseph (1773–1812), US-amerikanischer Politiker
- Bryan, Joseph Hunter (1782–1839), US-amerikanischer Politiker
- Bryan, Joy, US-amerikanische Sängerin
- Bryan, Julien (1899–1974), US-amerikanischer Dokumentarfilmer
- Bryan, Karl (* 1937), jamaikanischer Saxofonist
- Bryan, Kevin (1965–2018), US-amerikanischer Jazzmusiker
- Bryan, Laverne (* 1965), antiguanische Leichtathletin
- Bryan, Lucy (* 1995), britische Stabhochspringerin
- Bryan, Luke (* 1976), US-amerikanischer CountrysängerLuke Bryan (* 1976)

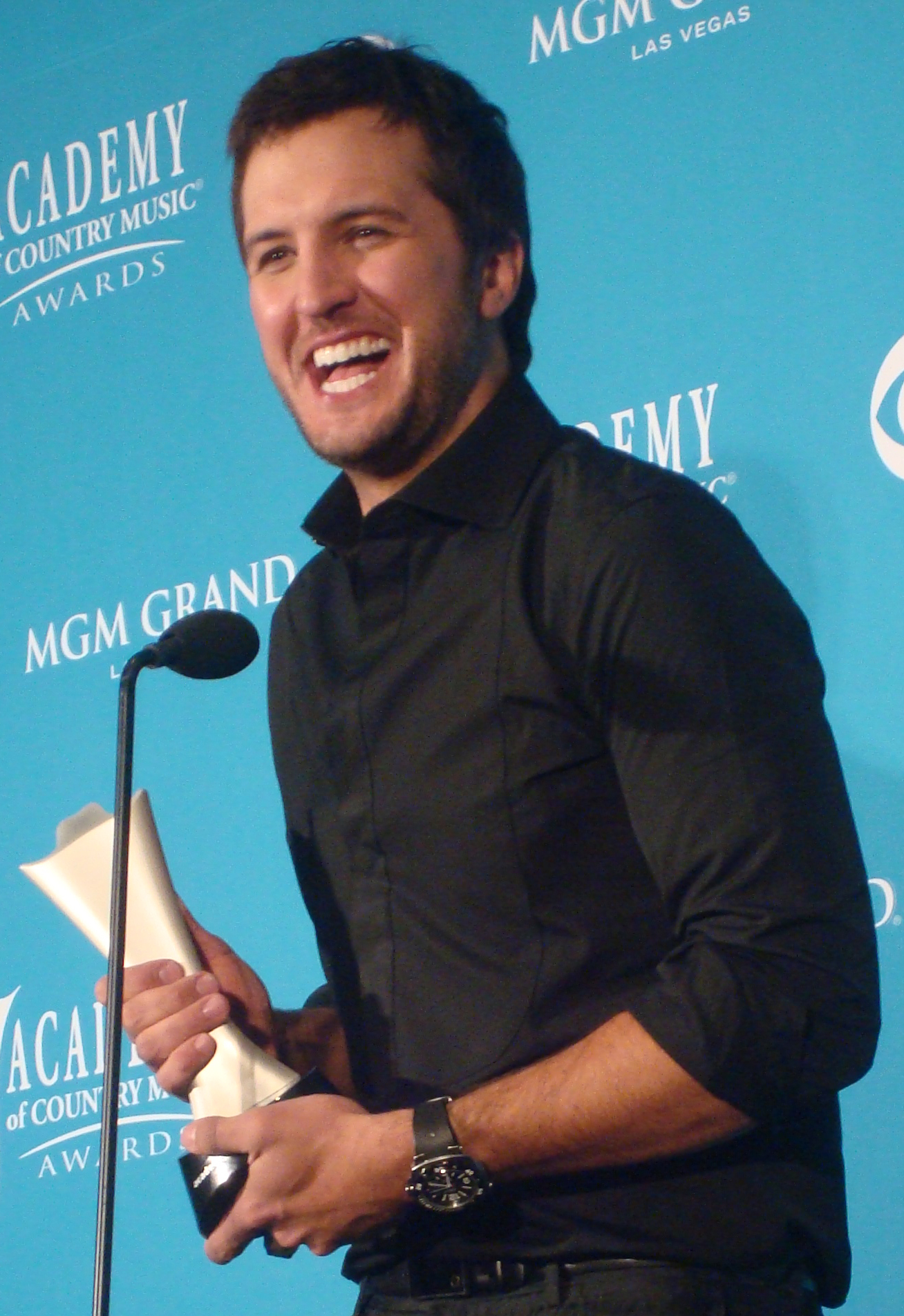
Luke Bryan (* 1976)

- Bryan, Margaret, britische Naturwissenschaftlerin und Lehrerin
- Bryan, Mary (1936–2017), irische Badmintonspielerin
- Bryan, Michael (* 1992), deutsch-US-amerikanischer Leichtathlet
- Bryan, Mike (* 1978), US-amerikanischer Tennisspieler
- Bryan, Nathan (1748–1798), US-amerikanischer Politiker
- Bryan, Nathan P. (1872–1935), US-amerikanischer Jurist und Politiker (Demokratische Partei)
- Bryan, Richard (* 1937), US-amerikanischer Politiker
- Bryan, Sabrina (* 1984), US-amerikanische Schauspielerin und Sängerin
- Bryan, Trevor (* 1989), US-amerikanischer Boxer
- Bryan, William Alanson (1875–1942), US-amerikanischer Zoologe, Ornithologe, Naturforscher und Museumsdirektor
- Bryan, William James (1876–1908), US-amerikanischer Jurist und Politiker
- Bryan, William Jennings (1860–1925), US-amerikanischer Politiker
- Bryan, William Joseph, Musiker und Hypnotherapeut
- Bryan, Zach (* 1996), US-amerikanischer Country-SängerZach Bryan (* 1996)

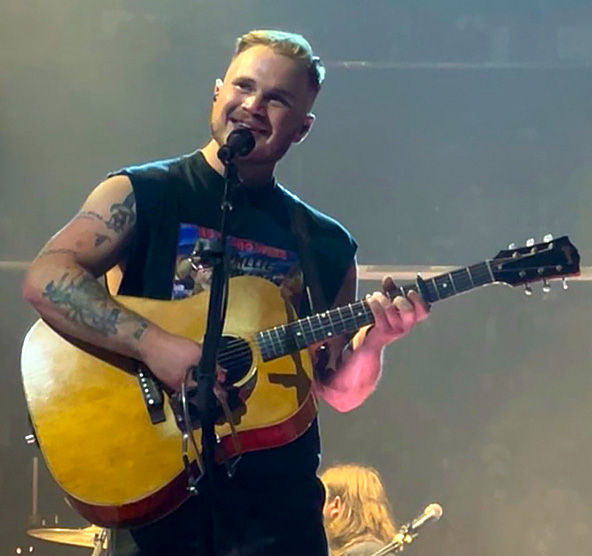
Zach Bryan (* 1996)

- Bryan, Zachery Ty (* 1981), US-amerikanischer Schauspieler
- Bryan-Jones, Gareth (* 1943), britischer Hindernisläufer
- Bryans, Lina (1909–2000), australische Malerin
- Bryans, Ralph (1941–2014), britischer Motorradrennfahrer
- BryanStars (* 1990), US-amerikanischer Youtube-Artist und Blogger
- Bryant Banks, Gralen, US-amerikanischer Schauspieler
- Bryant, Aidy (* 1987), US-amerikanische Schauspielerin und Komikerin
- Bryant, Alan (* 1955), simbabwischer Bogenschütze
- Bryant, Alfred Thomas (1865–1953), britischer Missionar, Afrikanist, Ethnologe
- Bryant, Anita (1940–2024), US-amerikanische SängerinAnita Bryant (1940–2024)

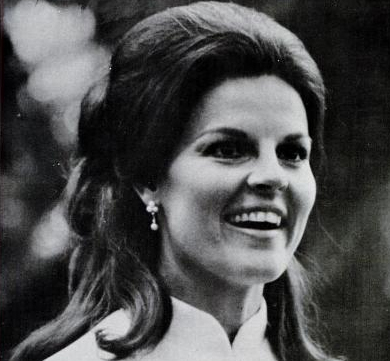
Anita Bryant (1940–2024)

- Bryant, Ashley (* 1991), britischer Zehnkämpfer
- Bryant, Bart (1962–2022), US-amerikanischer Berufsgolfer
- Bryant, Bear (1913–1983), amerikanischer College-Footballspieler und -trainer
- Bryant, Betty (* 1929), US-amerikanische Jazzmusikerin (Gesang, Piano)
- Bryant, Bobby (1934–1998), US-amerikanischer Jazz-Trompeter
- Bryant, Boudleaux (1920–1987), US-amerikanischer Songwriter
- Bryant, Brandon (* 1985), US-amerikanischer Whistleblower
- Bryant, Bri, US-amerikanische Sängerin
- Bryant, C. Farris (1914–2002), US-amerikanischer Politiker und der 34. Gouverneur von Florida (1961–1965)
- Bryant, Chad (* 1971), amerikanischer Historiker
- Bryant, Charles (1879–1948), britischer Stummfilmschauspieler, Regisseur und Drehbuchautor
- Bryant, Chase (* 1993), US-amerikanischer Countrysänger
- Bryant, Chris (1936–2008), britischer Drehbuchautor
- Bryant, Chris (* 1962), britischer Politiker, Mitglied des House of Commons und Autor
- Bryant, Claire (* 2001), US-amerikanische Weitspringerin
- Bryant, Clara (* 1985), US-amerikanische Schauspielerin
- Bryant, Clora (1927–2019), US-amerikanische Jazzmusikerin
- Bryant, Danny (* 1980), britischer Blues-Gitarrist und Singer-Songwriter
- Bryant, David (1922–2000), US-amerikanischer Jazzmusiker
- Bryant, David (* 1983), US-amerikanischer Jazzmusiker (Piano)
- Bryant, Desmond (* 1985), US-amerikanischer American-Football-Spieler
- Bryant, Dez (* 1988), US-amerikanischer American-Football-Spieler auf der Position des Wide ReceiversDez Bryant (* 1988)

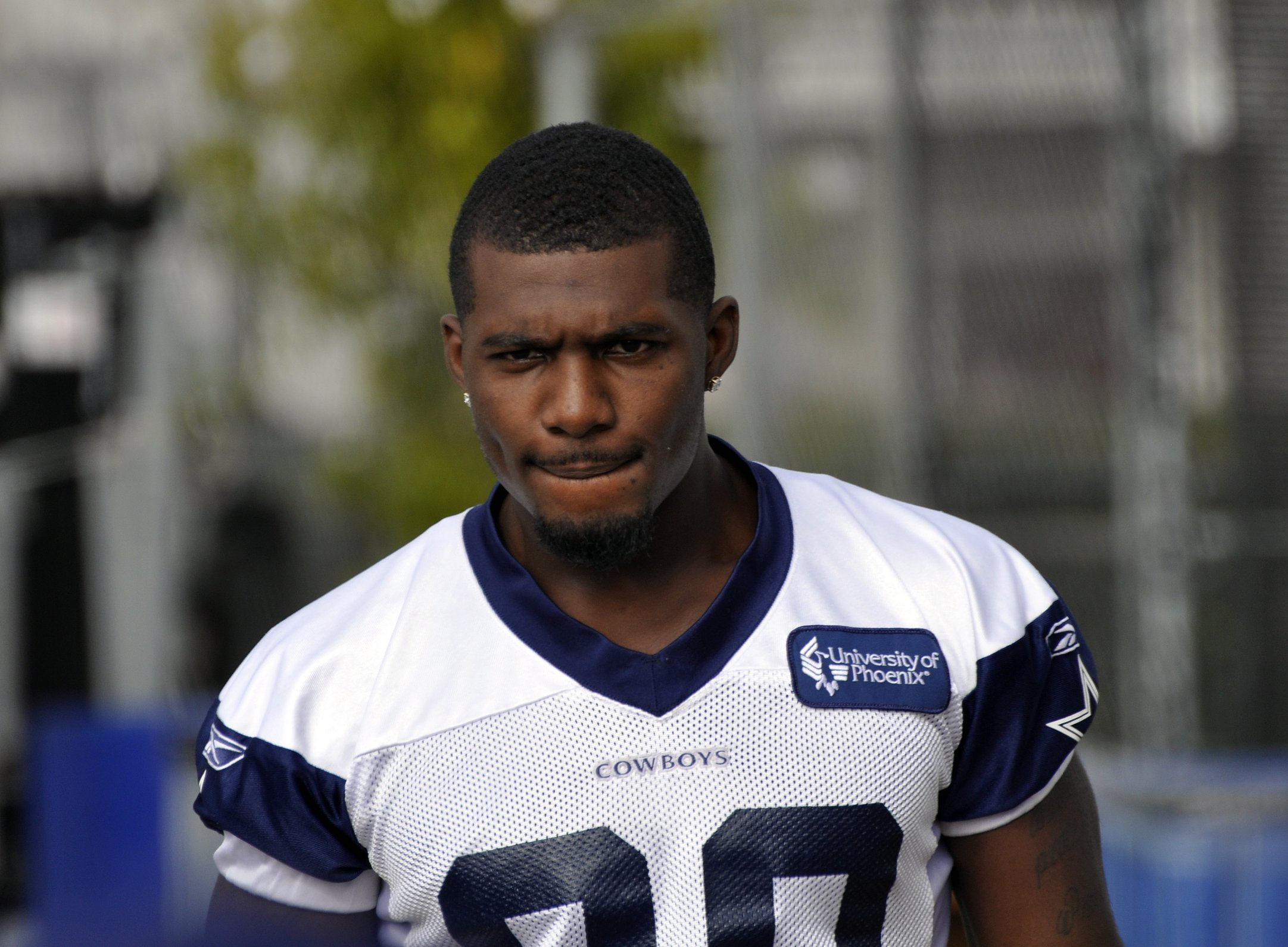
Dez Bryant (* 1988)

- Bryant, Dezerea (* 1993), US-amerikanische Sprinterin
- Bryant, Ed (* 1948), US-amerikanischer Jurist und Politiker
- Bryant, Ed E. (* 1961), kanadischer Künstler vom Stamme der Tsimshian
- Bryant, Edward (1945–2017), amerikanischer Autor von Science-Fiction- und Horror-Literatur
- Bryant, Edwin (* 1957), US-amerikanischer Indologe
- Bryant, Elbridge (1939–1975), US-amerikanischer Tenorsänger
- Bryant, Felice (1925–2003), US-amerikanische Songschreiberin
- Bryant, Freddie, US-amerikanischer Jazzmusiker und Hochschullehrer
- Bryant, Geoff (* 1961), neuseeländischer Autor von Gartenbüchern und Pflanzenfotograf
- Bryant, George (1878–1938), US-amerikanischer Bogenschütze
- Bryant, Gyude (1949–2014), Übergangspräsident von Liberia
- Bryant, Henry (1820–1867), US-amerikanischer Arzt, Naturforscher und Ornithologe
- Bryant, Jim (1929–2022), US-amerikanischer Sänger und Komponist
- Bryant, Jimmy (1925–1980), US-amerikanischer Gitarrist
- Bryant, Joe (1954–2024), US-amerikanischer Basketballspieler
- Bryant, John (* 1987), US-amerikanisch-deutscher Basketballspieler
- Bryant, John Wiley (* 1947), US-amerikanischer Politiker
- Bryant, Jonah (* 2005), englischer Squashspieler
- Bryant, Joy (* 1976), US-amerikanische SchauspielerinJoy Bryant (* 1976)

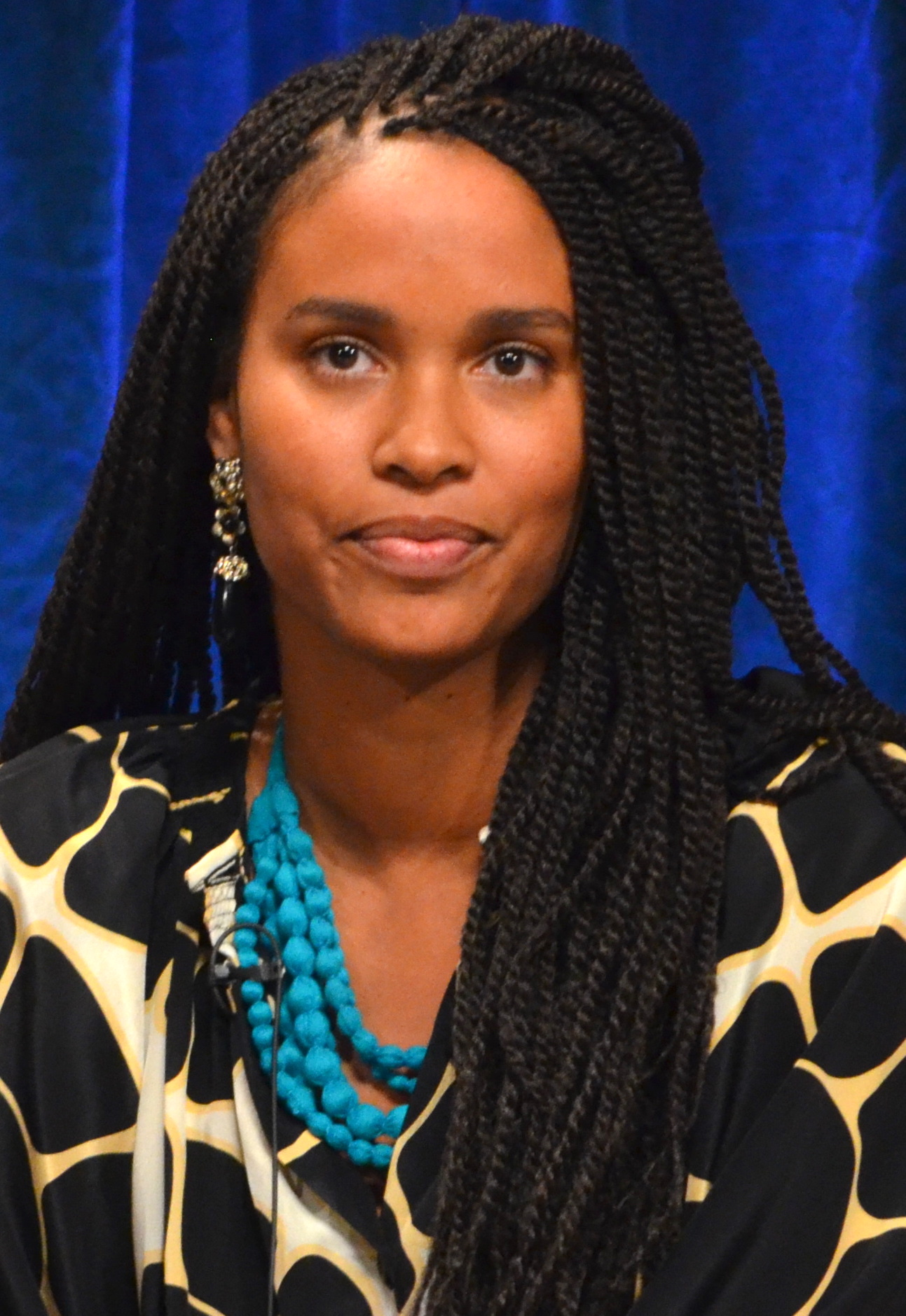
Joy Bryant (* 1976)

- Bryant, Joyce (1927–2022), US-amerikanische Sängerin
- Bryant, Karina (* 1979), britische Judoka
- Bryant, Karis Paige (* 1985), US-amerikanische Schauspielerin
- Bryant, Kaylee (* 1997), US-amerikanische Schauspielerin
- Bryant, Kelci (* 1989), US-amerikanische Wasserspringerin
- Bryant, Kevin (* 1994), deutscher Basketballspieler
- Bryant, Kevin L. (* 1967), US-amerikanischer Politiker
- Bryant, Kimberly (* 1967), US-amerikanische Elektroingenieurin
- Bryant, Kobe (1978–2020), US-amerikanischer BasketballspielerKobe Bryant (1978–2020)

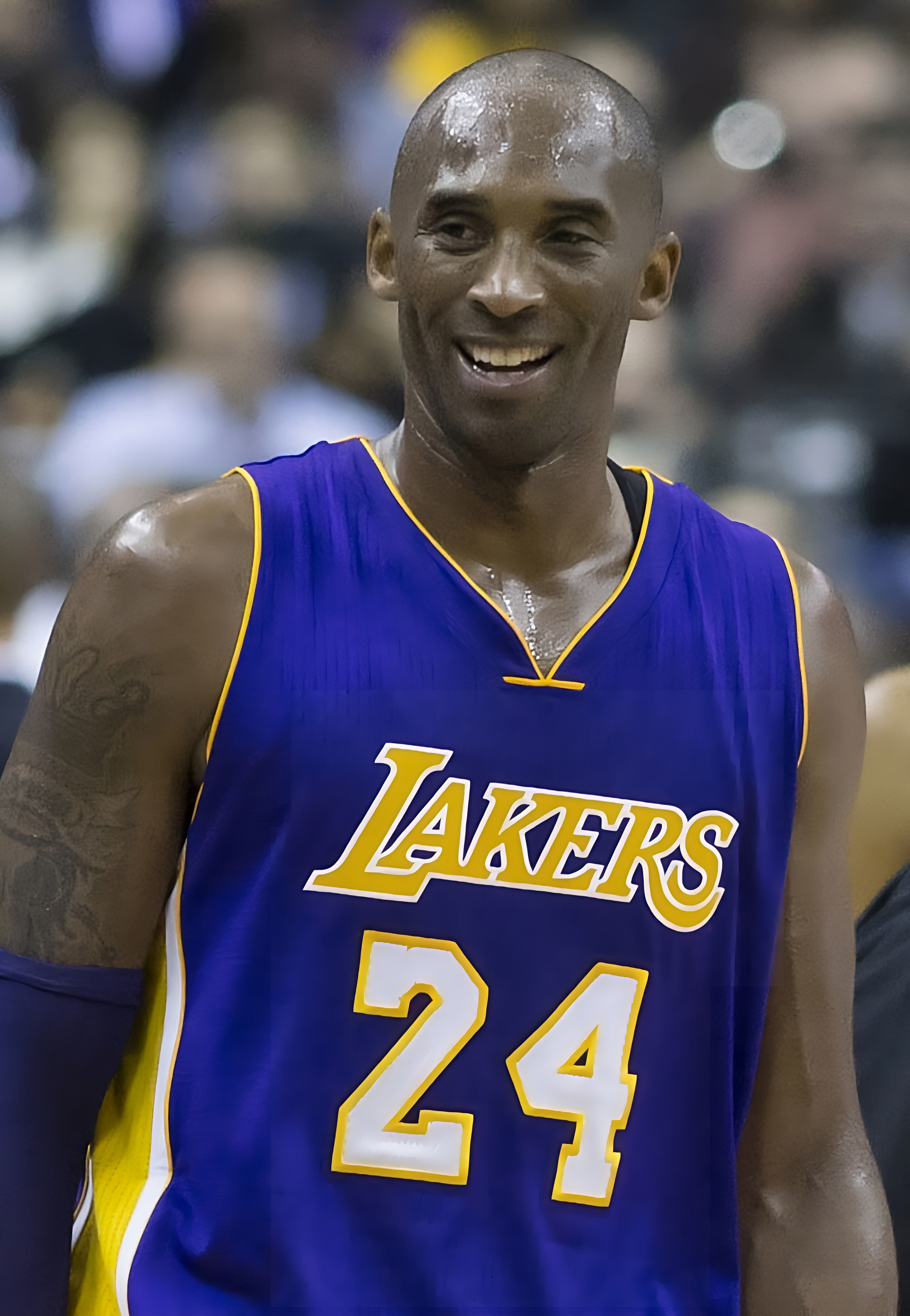
Kobe Bryant (1978–2020)

- Bryant, Kris (* 1992), US-amerikanischer Baseballspieler
- Bryant, Lee (* 1945), US-amerikanische Schauspielerin
- Bryant, Lee (* 1985), englischer Dartspieler
- Bryant, Louise (1885–1936), US-amerikanische Journalistin und Autorin
- Bryant, Lucas (* 1978), kanadisch-amerikanischer Schauspieler
- Bryant, Marie (1919–1978), US-amerikanische Jazz-Sängerin
- Bryant, Martin (* 1967), australischer Amokläufer
- Bryant, Mary (* 1765), englische Strafgefangene
- Bryant, Matt (* 1975), US-amerikanischer American-Football-Spieler
- Bryant, Millicent (1878–1927), australische Flugpionierin
- Bryant, Miriam (* 1991), schwedische Soul-Pop-SängerinMiriam Bryant (* 1991)

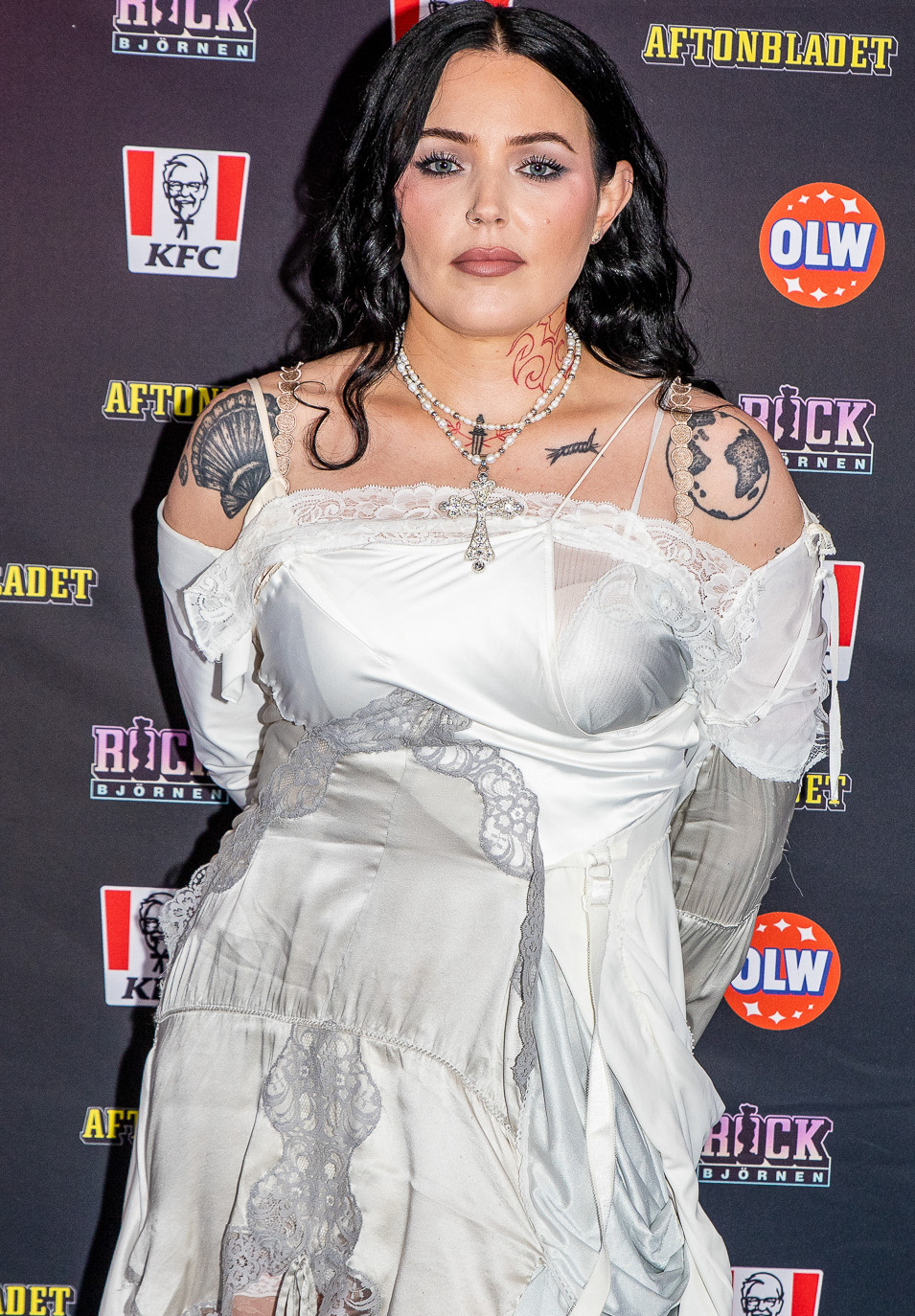
Miriam Bryant (* 1991)

- Bryant, Nana (1888–1955), US-amerikanische Schauspielerin
- Bryant, Nicola (* 1960), britische Schauspielerin
- Bryant, Paris (* 1970), US-amerikanisch-österreichischer Basketballspieler
- Bryant, Paul (1933–2009), US-amerikanischer Jazzmusiker und Schauspieler
- Bryant, Percy (1897–1960), US-amerikanischer Bobfahrer
- Bryant, Phil (* 1954), US-amerikanischer Politiker (Republikanische Partei)
- Bryant, Precious (1942–2013), US-amerikanische Bluesmusikerin
- Bryant, Randal (* 1952), US-amerikanischer Informatiker
- Bryant, Ray (1931–2011), US-amerikanischer Pianist des Modern Jazz
- Bryant, Robert L. (* 1953), US-amerikanischer Mathematiker
- Bryant, Rosalyn (* 1956), US-amerikanische Sprinterin
- Bryant, Roscoe († 1878), US-amerikanischer Gesetzloser
- Bryant, Rusty (1929–1991), US-amerikanischer Jazzmusiker
- Bryant, Sara Cone (1873–1956), amerikanische Dozentin und Schriftstellerin
- Bryant, Slim (1908–2010), US-amerikanischer Country-Musiker
- Bryant, Sofia (* 1999), amerikanisch-finnische Schauspielerin
- Bryant, Sophie (1850–1922), irische Mathematikerin, Pädagogin und Aktivistin
- Bryant, Steven (* 1972), US-amerikanischer Komponist
- Bryant, Thomas (* 1997), US-amerikanischer BasketballspielerThomas Bryant (* 1997)

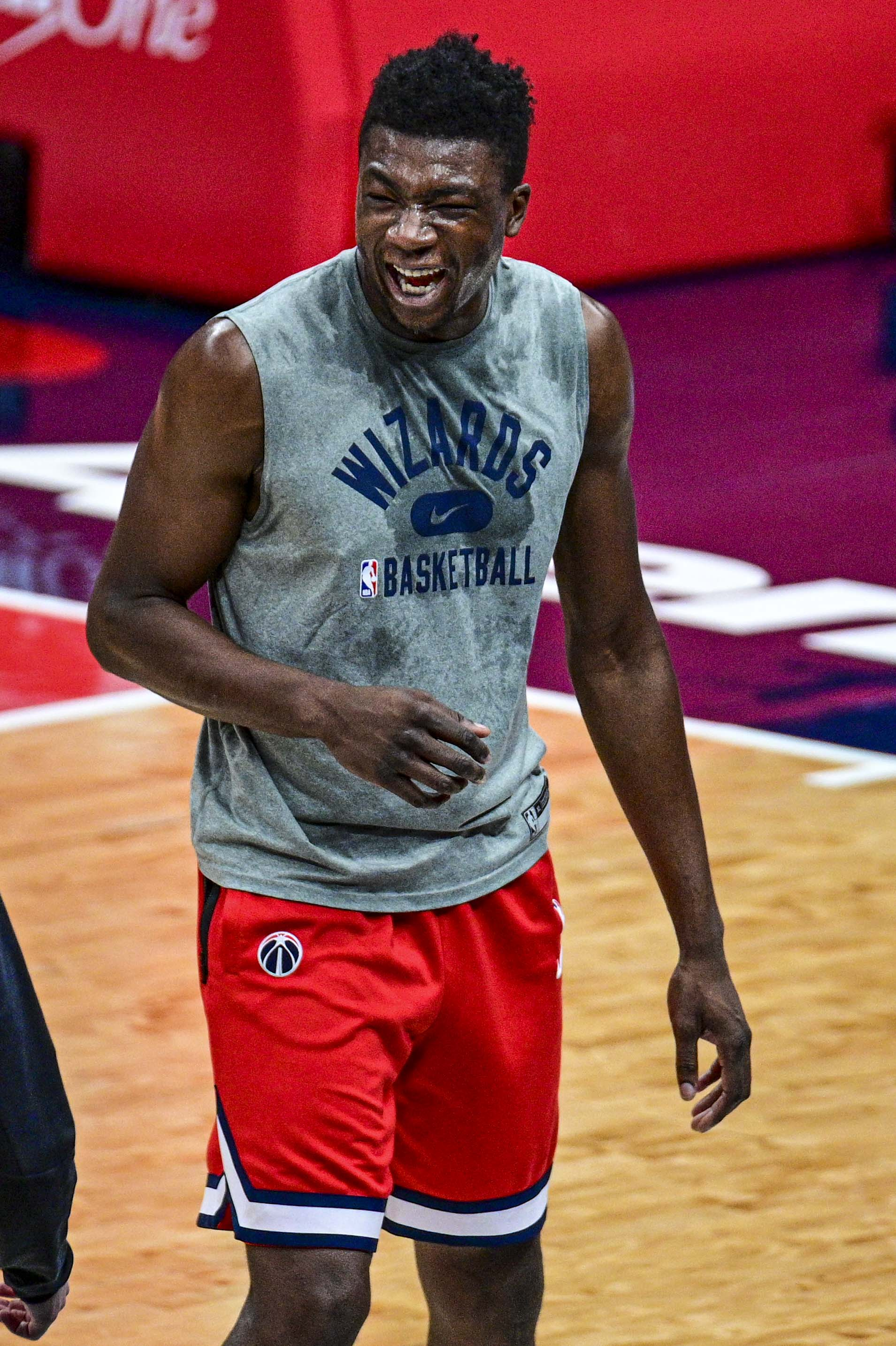
Thomas Bryant (* 1997)

- Bryant, Tommy (1930–1982), amerikanischer Jazzbassist und Popsänger
- Bryant, Ursaline (* 1947), US-amerikanische Schauspielerin
- Bryant, Virginia, US-amerikanische Schauspielerin
- Bryant, Wallace (1863–1953), US-amerikanischer Bogenschütze
- Bryant, Walter E. (1861–1905), amerikanischer Ornithologe und Mammaloge
- Bryant, Wayne, US-amerikanischer Schriftsteller sowie ein Pionier des bisexuellen Aktivismus
- Bryant, William (1757–1791), englischer Fischer und Sträfling
- Bryant, William (1924–2001), US-amerikanischer Schauspieler
- Bryant, William B. (1911–2005), US-amerikanischer Anwalt und Richter
- Bryant, William Cullen (1794–1878), US-amerikanischer Dichter und Journalist
- Bryant, Willie (1874–1918), englischer Fußballspieler
- Bryant, Willie (1908–1964), US-amerikanischer Jazzsänger und Bandleader
- Bryant, Winston (* 1938), US-amerikanischer Jurist und Politiker
- Bryant-Meisner, John (* 1994), schwedischer Automobilrennfahrer
- Bryar, Bob (1979–2024), US-amerikanischer Rockschlagzeuger (My Chemical Romance)
- Bryar, Claudia (1918–2011), US-amerikanische Schauspielerin
- Bryars, Gavin (* 1943), britischer Komponist und Kontrabassist
- Bryas, Jacques-Théodore de (1631–1694), römisch-katholischer Bischof
- Bryaxis, griechischer Bildhauer

### Bryc
- Bryce, deutscher DJ
- Bryce Echenique, Alfredo (* 1939), peruanischer Schriftsteller
- Bryce, Ebenezer (1830–1913), Namensgeber des Bryce Canyons
- Bryce, George (1844–1931), kanadischer Geistlicher und Historiker
- Bryce, Ian (* 1956), britischer Produzent, geschäftsführender Produzent, Regieassistent und Produktionsleiter
- Bryce, Jabez (1935–2010), anglikanischer Bischof
- Bryce, Jacob Aldolphus († 1974), US-amerikanischer Polizist
- Bryce, James W (1880–1949), US-amerikanischer Informatiker
- Bryce, James, 1. Viscount Bryce (1838–1922), britischer Jurist, Historiker und Politiker
- Bryce, John, englischer Condottiere
- Bryce, Lawrie (* 1943), britischer Hammerwerfer
- Bryce, Lloyd (1851–1917), US-amerikanischer Politiker
- Bryce, Marjery (1891–1973), englisch-britische Suffragette
- Bryce, Quentin (* 1942), australische Juristin und Politikerin
- Bryce, Trevor R. (* 1940), australischer Hethitologe
- Bryceland, Josh (* 1990), britischer Mountainbiker
- Brych, Felix (* 1975), deutscher Fußballschiedsrichter und JuristFelix Brych (* 1975)

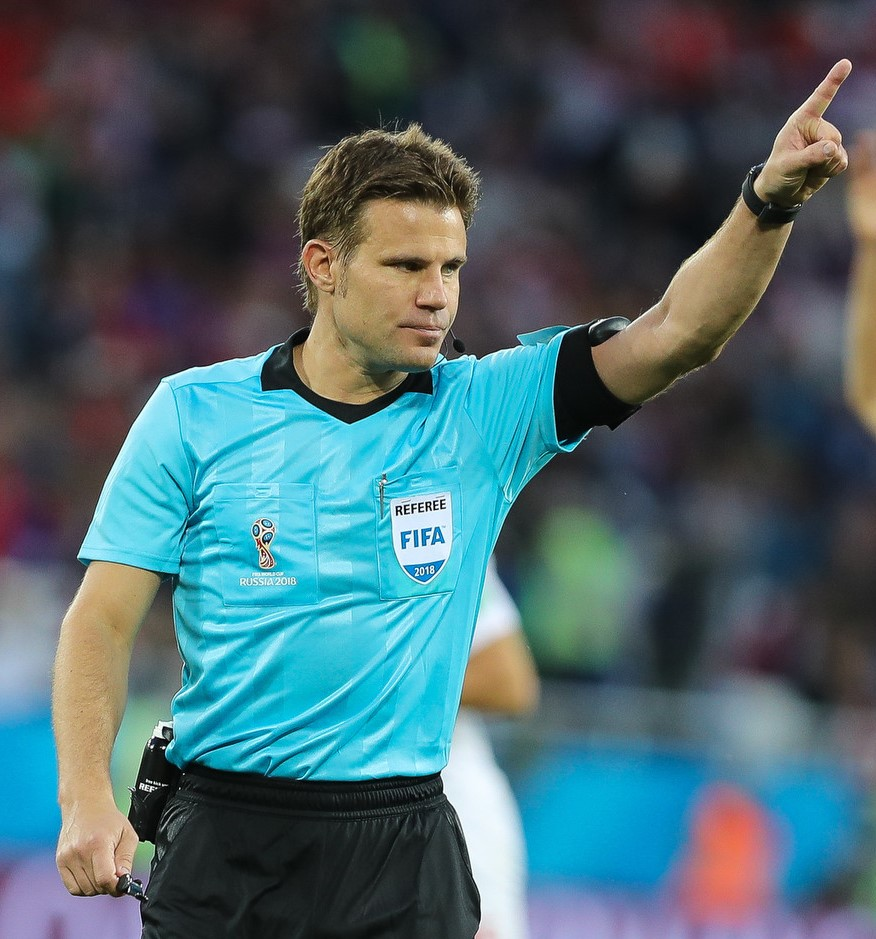
Felix Brych (* 1975)

- Brych-Pająk, Ewa (* 1975), polnische Marathonläuferin
- Brychcy, Franziska (* 1984), deutsche Politikerin (Die Linke), MdA
- Brychcy, Michael (* 1960), deutscher Kommunalpolitiker (CDU)
- Brychczy, Lucjan (1934–2024), polnischer Fußballspieler und Fußballtrainer
- Brycht, Andrzej (1935–1998), polnischer Lyriker und Prosaschriftsteller

### Bryd
- Bryda, Katarzyna (* 1990), polnische Volleyballspielerin
- Bryde, Brun-Otto (* 1943), deutscher Jurist, Richter des Bundesverfassungsgerichts
- Bryde, Trent (* 1999), US-amerikanischer Tennisspieler
- Bryde, Vilhelm (1888–1974), schwedischer Filmarchitekt, Filmproduzent, Filmschauspieler, Filmfirmenmanager
- Bryden, Beryl (1920–1998), britische Jazzsängerin und Perkussionistin
- Bryden, Harry (* 1946), US-amerikanischer Mathematiker und Meeresforscher
- Brydenbach, Alfons (1954–2009), belgischer Sprinter
- Brydern, Benedikt, deutscher Violinist, Produzent und Komponist
- Brydges, David (* 1949), mathematischer Physiker
- Brydges, Edmund, 2. Baron Chandos († 1573), englischer Peer und Politiker
- Brydges, Elizabeth († 1617), Höflingin und Aristokratin, Trauzeugin von Elizabeth I.
- Brydges, Giles, 3. Baron Chandos († 1594), englischer Höfling in der Regierungszeit von Elisabeth I.
- Brydges, James, 1. Duke of Chandos (1673–1744), britischer Edelmann, Bauherr und Mäzen
- Brýdl, Lukáš (* 1986), tschechischer Grasskiläufer
- Brydniak, Hans (* 1937), deutscher Basketballnationalspieler
- Brydolf, Patrik (* 1991), schwedischer Tennisspieler
- Brydon, Emily (* 1980), kanadische Skirennläuferin
- Brydon, Mark (* 1960), britischer Musikproduzent, Komponist, Musiker und Toningenieur
- Brydon, Paul (* 1951), neuseeländischer Radrennfahrer
- Brydon, Rob (* 1965), britischer Schauspieler, Komiker, Radio- und Fernsehmoderator, Sänger, Sprecher, Autor und ImitatorRob Brydon (* 1965)

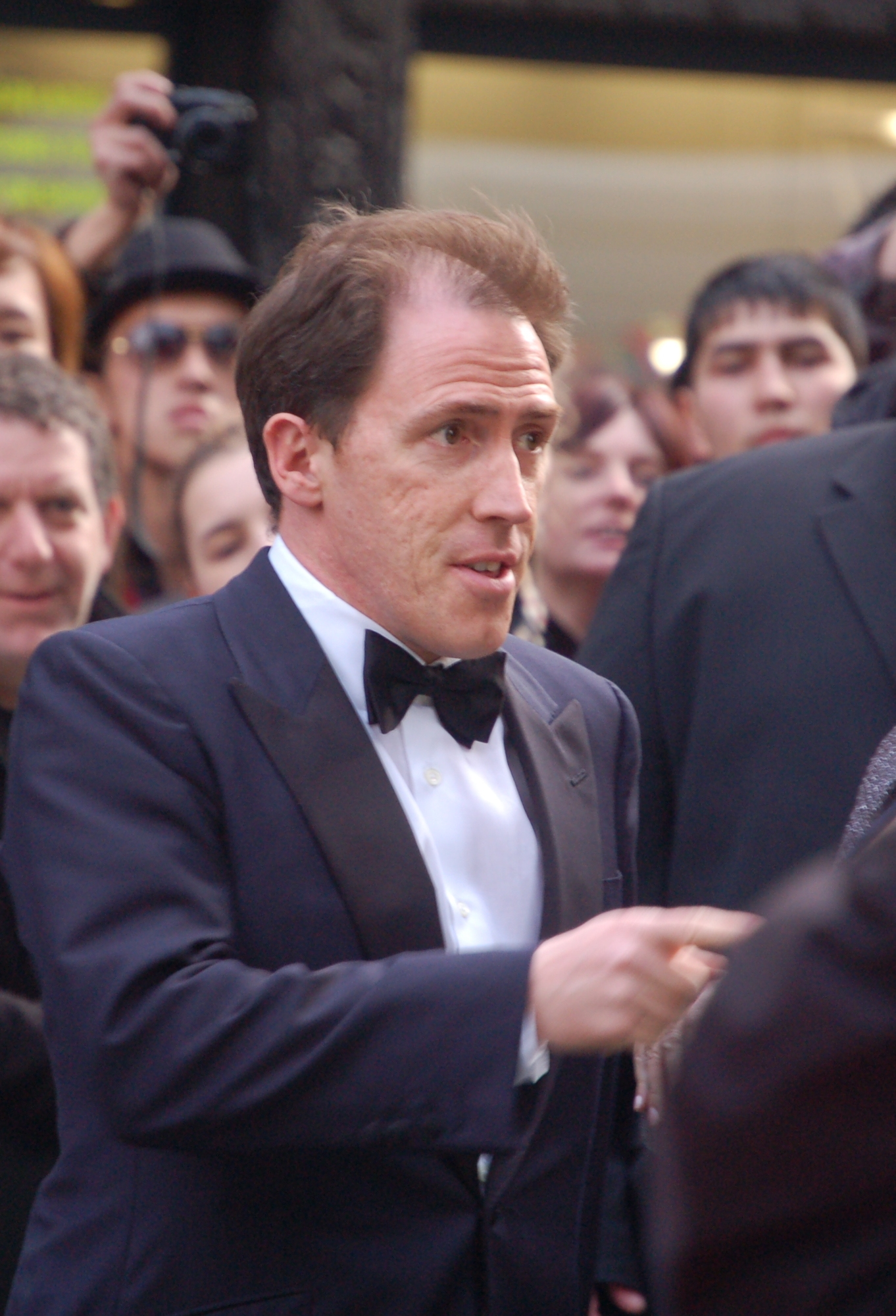
Rob Brydon (* 1965)

- Brydon, Stewart (* 1967), britischer Radrennfahrer
- Brydon, William (1811–1873), Assistenzarzt in der britischen Armee
- Brydone, Patrick (1736–1818), schottischer Reisender und Schriftsteller
- Brydschede, Konrad von, Hochschullehrer der Sieben Freien Künste

### Brye
- Bryen, Camille (1907–1977), französischer Maler und Dichter
- Bryennios, Manuel, byzantinischer Musikwissenschaftler und Astronom
- Bryennios, Philotheos (1833–1917), orthodoxer Geistlicher, Theologe und Metropolit von Nikomedia
- Bryer, Anthony (1937–2016), britischer Byzantinist
- Bryer, Cornelis de, flämischer Stilllebenmaler
- Bryers, Duane (1911–2012), US-amerikanischer Maler und Illustrator
- Bryerton, Jerome (* 1975), US-amerikanischer Jazz- und Improvisationsmusiker (Schlagzeug, Perkussion, Komposition)

### Bryg
- Bryggare, Arto (* 1958), finnischer Leichtathlet und Politiker, Mitglied des ReichstagsArto Bryggare (* 1958)

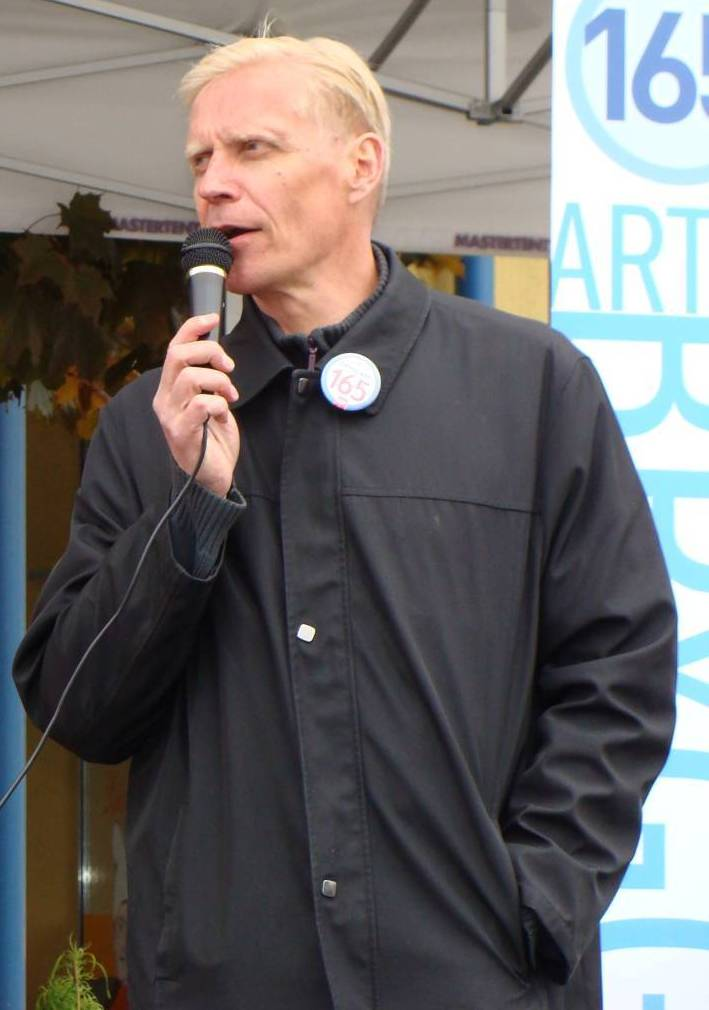
Arto Bryggare (* 1958)

- Bryggman, Carin (1920–1993), finnische Designerin und Innenarchitektin
- Bryggman, Erik (1891–1955), finnischer Architekt
- Bryggman, Larry (* 1938), US-amerikanischer Schauspieler
- Brygierski, Ludwik Antoni (1682–1737), schlesischer Barockmaler
- Brygierski, Piotr († 1718), polnischer Barockmaler
- Brygmann, Frida (* 1991), dänische Musikerin und Schauspielerin
- Brygmann, Jens (* 1960), dänischer Schauspieler und Komponist
- Brygmann, Karoline (* 1985), dänische Schauspielerin, Sängerin und Model
- Brygmann, Lars (* 1957), dänischer Schauspieler
- Brygmann, Martin (* 1963), dänischer Komiker, Schauspieler, Komponist und Musiker
- Brygoo, Édouard-Raoul (1920–2016), französischer Arzt und Biologe
- Brygos, griechischer Töpfer
- Brygos-Maler, griechischer Vasenmaler

### Bryh
- Bryher (1894–1983), britische Schriftstellerin
- Bryhn, Håkon (1901–1968), norwegischer Segler
- Bryhn-Langgaard, Borghild (1883–1939), norwegische Opernsängerin (Sopran) und Musikpädagogin

### Bryj
- Bryjak, Oleg (1960–2015), kasachisch-deutscher Opernsänger (Bassbariton)

### Bryk
- Bryk, Felix (1882–1957), österreichisch-schwedischer Entomologe und Anthropologe
- Bryk, Greg (* 1972), kanadischer Schauspieler
- Bryk, Mateusz (* 1989), polnischer Eishockeyspieler
- Bryk, Rut (1916–1999), finnische Keramikerin
- Brykina, Anhelina (* 2004), ukrainische Freestyle-Skisportlerin
- Brykner, Ladislav (* 1989), tschechischer Handballspieler
- Bryks, Arthur (* 1894), chassidischer Maler und Buchillustrator
- Brykt, Stefan (* 1964), schwedischer Radrennfahrer

### Bryl
- Bryl, Damian (* 1969), polnischer Geistlicher, römisch-katholischer Bischof von Kalisz
- Bryl, Janka (1917–2006), belarussischer Lyriker und Schriftsteller
- Bryl, Michał (* 1994), polnischer Beachvolleyballspieler
- Bryla, Kaśka (* 1978), österreichisch-polnische SchriftstellerinKaśka Bryla (* 1978)

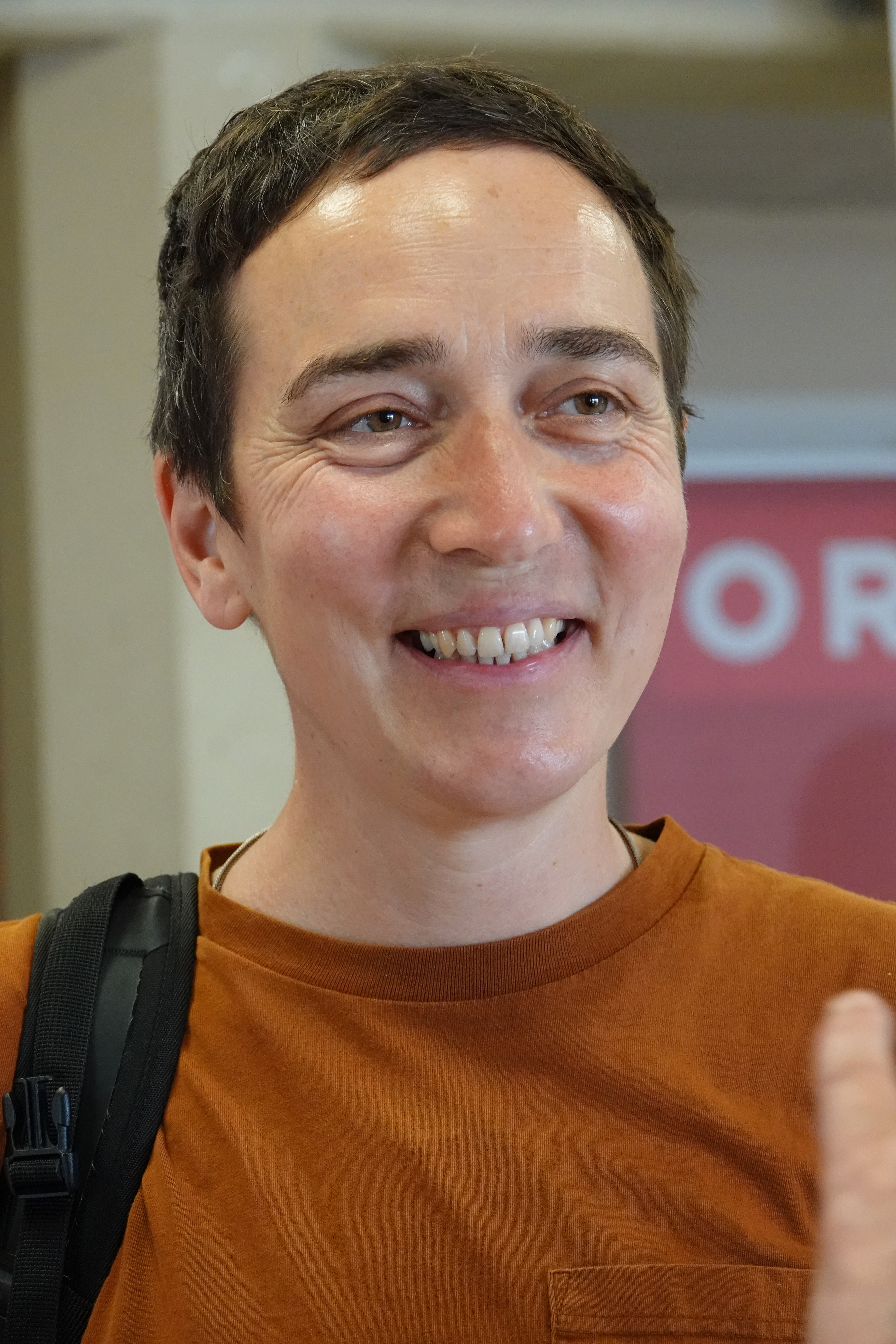
Kaśka Bryla (* 1978)

- Bryła, Stefan (1886–1943), polnischer Ingenieur
- Brylanka, Maria (* 1944), polnische Geigerin
- Brylantsztajn, Staszek († 1943), Widerstandskämpfer des Allgemeinen Jüdischen Arbeiterbunds („Bund“) im Warschauer Ghetto
- Bryld, Eigil (* 1971), dänischer Kameramann
- Bryld, Tine (1939–2011), dänische Sozialarbeiterin, Radiomoderatorin und Autorin
- Brylejew, Walentin Andrejewitsch (1926–2004), sowjetischer bzw. russischer Theater-Schauspieler und Film-Schauspieler sowie Synchronsprecher
- Brylewski, Edmund (1943–2016), deutscher Fußballspieler
- Brylin, Sergei Wladimirowitsch (* 1974), russischer Eishockeyspieler und -trainer
- Brylina, Tatjana Maximowna (* 1955), sowjetische Biathletin
- Brylinger, Nicolaus († 1565), Basler Buchdrucker und Verleger
- Brylinski, Jean-Luc (* 1951), französischer Mathematiker
- Brylka, Andreas (1931–2016), deutscher Grafiker, Buchgestalter und Holzstich-Meister
- Bryłka, Anna (* 1990), polnische Politikerin, Mitglied des Europäischen Parlaments
- Bryll, Ernest (1935–2024), polnischer Schriftsteller
- Bryll, Patryk (* 1978), polnischer Poolbillardspieler
- Brylla, Theodor (1882–1962), deutscher Gewerkschafter
- Brylle, Kenneth (* 1959), dänischer Fußballspieler und -trainer
- Brylle, Torben (* 1948), dänischer Diplomat
- Brylska, Barbara (* 1941), polnische SchauspielerinBarbara Brylska (* 1941)

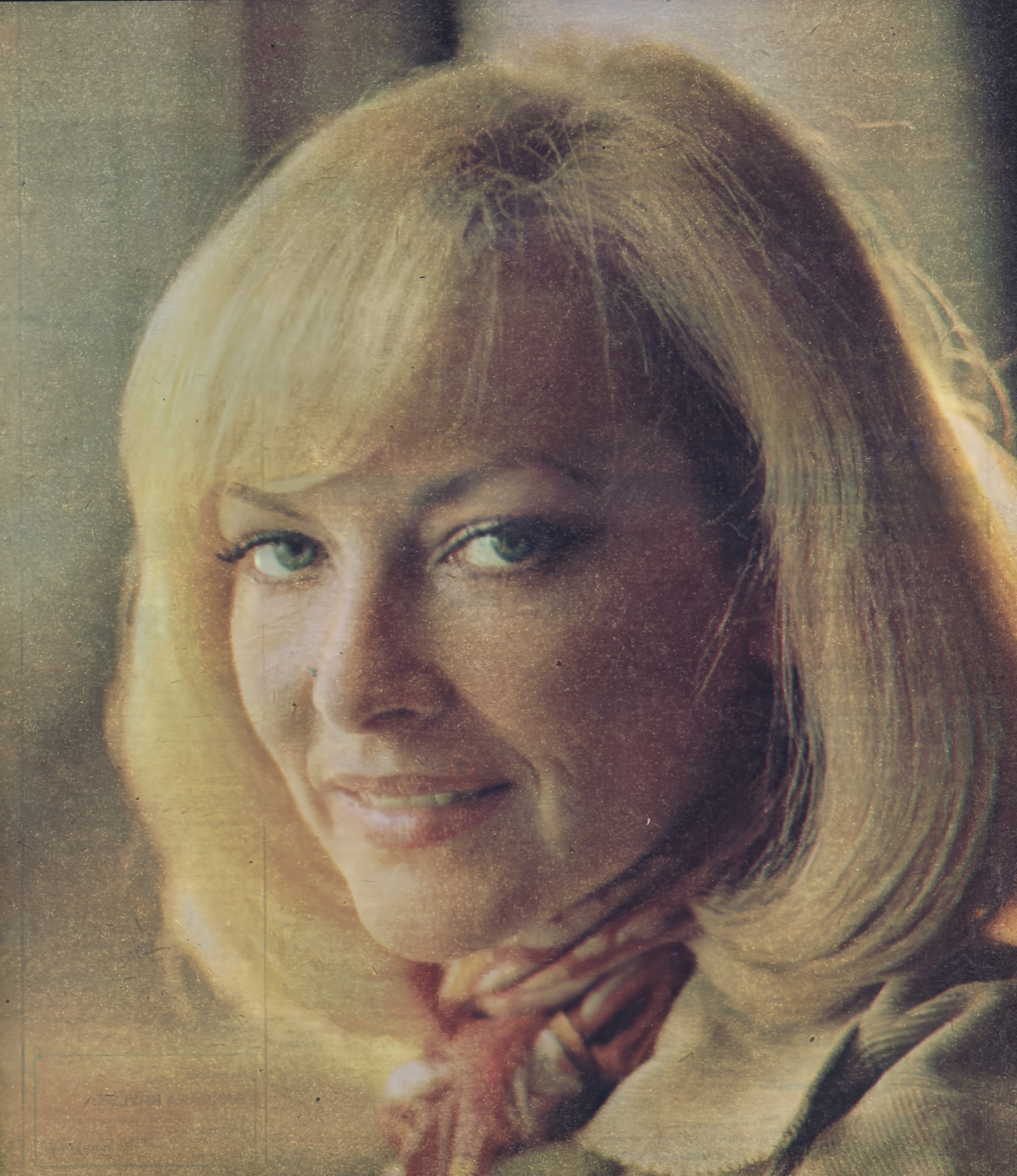
Barbara Brylska (* 1941)

### Brym
- Bryme, Aboudou Madjidou, beninischer Fußballspieler
- Brymer, Patrick, Schauspieler
- Brymn, James Tim (1881–1946), amerikanischer Komponist, Orchesterleiter und Pianist
- Brymner, William (1855–1925), schottisch-kanadischer Figuren- und Landschaftsmaler sowie Kunstpädoge

### Bryn
- Bryn, Alexia (1889–1983), norwegische Eiskunstläuferin
- Bryn, Annika (* 1945), schwedische Journalistin, Schriftstellerin und Krimiautorin
- Bryn, Dag (1909–1991), norwegischer Psychologe, Politiker und Diplomat
- Bryn, Ingvild (* 1961), norwegische Journalistin und Moderatorin
- Bryn, Torgeir (* 1964), norwegischer Basketballspieler
- Bryn, Yngvar (1881–1947), norwegischer Eiskunstläufer
- Bryndís Haraldsdóttir (* 1976), isländische Politikerin
- Bryndís Lára Hrafnkelsdóttir (* 1991), isländische Fußballspielerin
- Bryndorf, Bine Katrine (* 1969), dänische Organistin und Hochschullehrerin
- Bryndsej, Wira (* 1952), sowjetische Eisschnellläuferin
- Brynell, Stellan (* 1962), schwedischer Schachspieler
- Brynemo, Preben Fjære (* 1977), norwegischer Nordischer Kombinierer
- Bryner, Alex (* 1943), US-amerikanischer Jurist
- Bryner, Erich (* 1942), Schweizer Theologe
- Bryner, Lilian (* 1959), Schweizer Rennfahrerin und Berufspilotin
- Brynhildsen, Ola (* 1999), norwegischer Fußballspieler
- Brynhildur Pétursdóttir (* 1969), isländische Politikerin (Björt framtíð)
- Bryniarski, Andrew (* 1969), US-amerikanischer SchauspielerAndrew Bryniarski (* 1969)

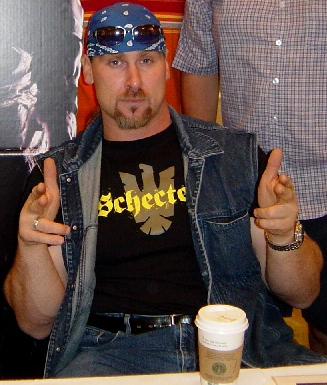
Andrew Bryniarski (* 1969)

- Brynildsen, Knut (1917–1986), norwegischer Fußballspieler
- Brynja Pétursdóttir (* 1977), isländische Badmintonspielerin
- Brynjar Gunnarsson (* 1975), isländischer Fußballspieler
- Brynjar Jökull Guðmundsson (* 1989), isländischer Skirennläufer
- Brynjar Níelsson (* 1960), isländischer Politiker (Unabhängigkeitspartei)
- Brynjar Valdimarsson (* 1967), isländischer Snookerspieler
- Brynjolfsson, Erik, US-amerikanischer Wirtschaftswissenschaftler
- Brynjólfur Sveinsson (1605–1675), isländischer lutherischer Bischof
- Brynn, Kris (* 1968), deutsche Schriftstellerin
- Brynner, Yul (1920–1985), russisch-mongolisch-schweizerisch-US-amerikanischer SchauspielerYul Brynner (1920–1985)

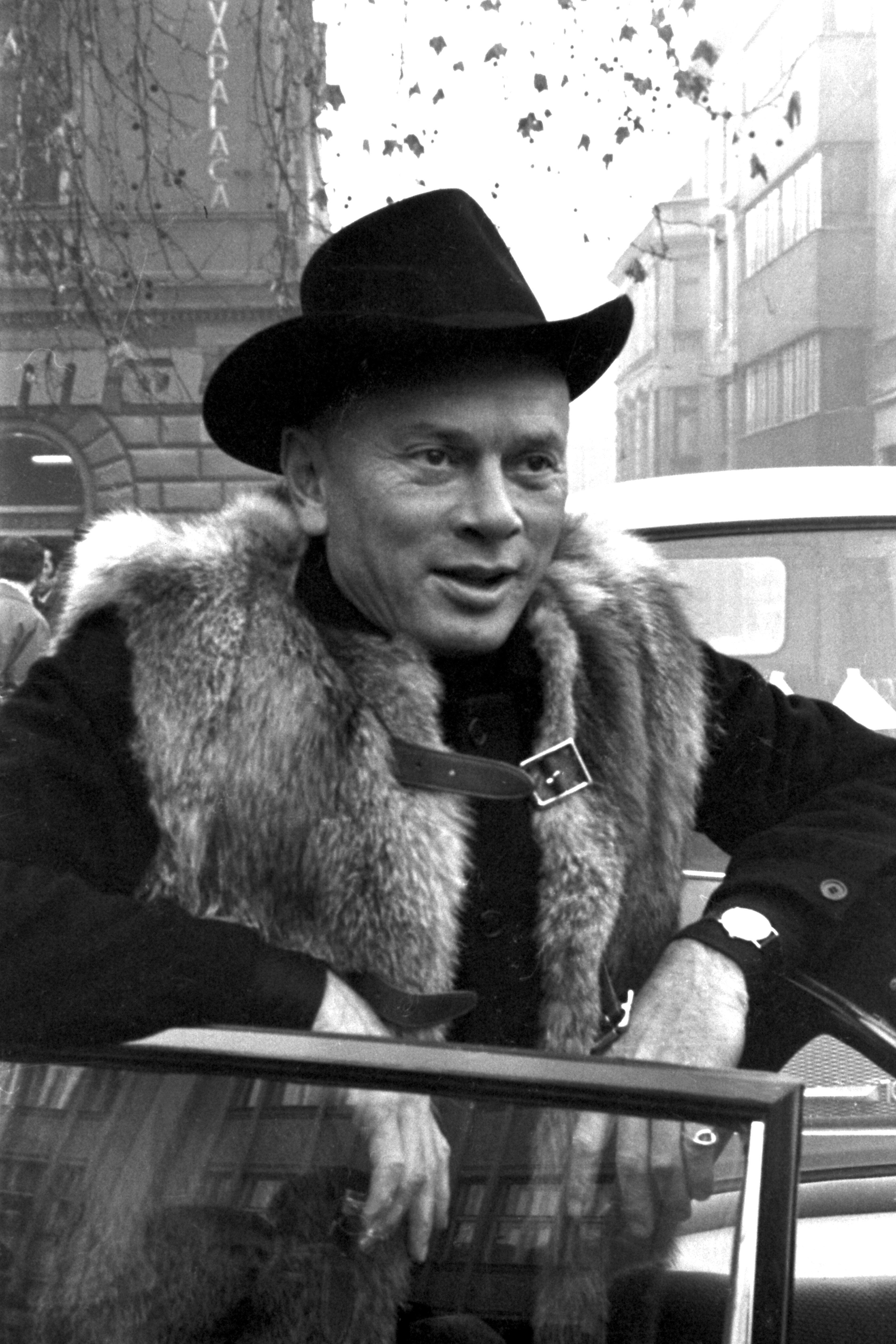
Yul Brynner (1920–1985)

- Brynntrup, Michael (* 1959), deutscher Filmemacher
- Brynolf Algotsson († 1317), mittelalterlicher Bischof von Skara und Heiliger
- Bryntesson, Robin (* 1985), schwedischer Skilangläufer
- Brynych, Eduard Jan (1846–1902), Bischof von Königgrätz
- Brynych, Zbyněk (1927–1995), tschechischer Filmregisseur
- Brynzalow, Wladimir Alexejewitsch (* 1946), russischer Politiker und Unternehmer

### Bryo
- Bryon, Lucie (* 1990), französische Cartoonistin und Illustratorin
- Bryon-Faes, Roger de (1914–2001), australischer Politiker und Arzt, Mitglied des Parlaments von New South Wales

### Brys
- Brys, Joseph (1927–2001), belgischer Mittelstreckenläufer
- Bryś, Paulina (* 1984), polnische Volleyballspielerin
- Brys, Tim (* 1992), belgischer Ruderer
- Brysch, Andreas (* 1986), deutscher Fußballspieler
- Brysch, Godehard (* 1948), deutscher Mittelstreckenläufer
- Brysch, Teodosija (1929–1999), sowjetisch-ukrainische Bildhauerin
- Brysgalow, Ilja Nikolajewitsch (* 1980), russischer Eishockeytorwart
- Brysgalow, Sergei Wladimirowitsch (* 1992), russischer Fußballspieler
- Brysgalow, Sergej, sowjetischer Skispringer
- Brysgalowa, Anastassija Konstantinowna (* 1992), russische Curlerin
- Bryshin, Wiktor (* 1962), sowjetisch-ukrainischer Sprinter und Olympiasieger
- Bryshina, Anastassija (* 1998), ukrainische Sprinterin
- Bryshina, Jelysaweta (* 1989), ukrainische Sprinterin
- Bryshina, Olha (* 1963), ukrainische Sprinterin und Staffel-Olympiasiegerin
- Bryson, antiker Philosoph und Autor
- Bryson von Achaia, antiker griechischer Philosoph
- Bryson von Herakleia, griechischer Mathematiker, Philosoph
- Bryson, Bill (* 1951), US-amerikanischer Journalist und SchriftstellerBill Bryson (* 1951)

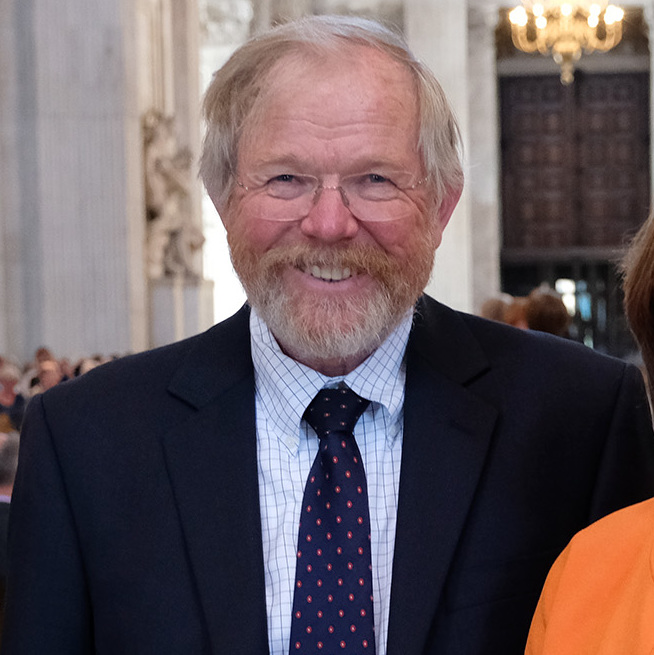
Bill Bryson (* 1951)

- Bryson, Craig (* 1986), schottischer Fußballspieler
- Bryson, David (* 1961), US-amerikanischer Gitarrist und Musikproduzent
- Bryson, Jeanie (* 1958), US-amerikanische Jazz-Sängerin
- Bryson, John (1819–1907), US-amerikanischer Politiker
- Bryson, John (1943–2025), US-amerikanischer Unternehmer und Politiker
- Bryson, Joseph R. (1893–1953), US-amerikanischer Politiker
- Bryson, Peabo (* 1951), US-amerikanischer Sänger
- Bryson, Reid (1920–2008), US-amerikanischer Geologe und Meteorologe
- Bryson, William Curtis (* 1945), US-amerikanischer Jurist, Bundesrichter

### Bryt
- Brytschewa, Larissa Igorewna (* 1957), russische Juristin und Politikerin
- Bryttschenko, Jekaterina Jewgenjewna (* 2008), russische Billardspielerin